# Гогули
Гогу́ли, гогу́лы (даур. говол, гобол) — монголоязычный этнос, подгруппа дауров, живший в Приамурье по соседству с дючерами и маньчжурами. В настоящее время проживают в составе дауров на территории КНР во Внутренней Монголии, провинции Хэйлунцзян и Синьцзян-Уйгурском автономном районе.

## Этноним
Приток Зеи, на берегах которого ранее проживал род говол, в русских источниках отмечен как Гогулгургу (Гобол-хуарг), что по-даурски значит речка Гобол. По-другому её называют Говол-аяан, в переводе «маленькая речка Говол». Есть и другие мнения на этот счёт, так, некоторые полагают, что река, где жил род говол, называлась Будаан-гол (Бодон-гол), другие настаивают на гидрониме Гобылэ. Последний имеет близкое звучание с названием реки Горбыль бассейна Зеи. В дореволюционной литературе гогули упоминаются также под названием гогулы.

## История

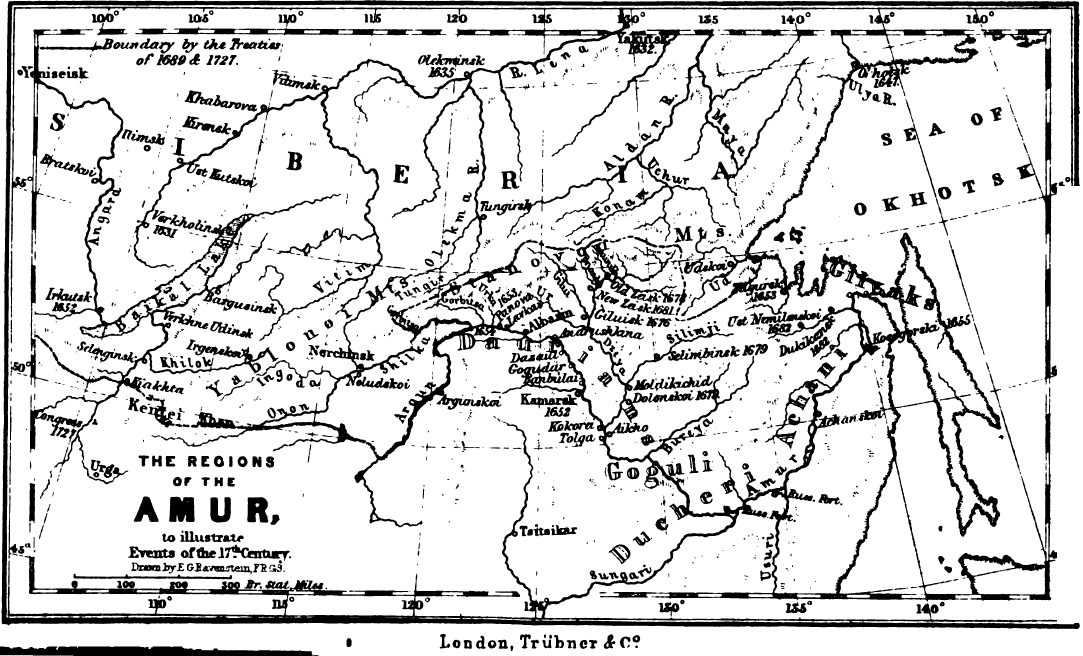
Гогули (goguli) в Приамурье
(карта XIX века)

Впервые народ был описан Ерофеем Павловичем Хабаровым-Святитским в его «отписках с берегов Амура» в 1651 году. В XVII веке жили оседло по Амуру от устья Буреи до Сунгари и занимались земледелием. В 1658 году разоряемые русскими казаками гогули переселились на берега Муданьцзян.
Гогулы (гогули) образовывали по одним данным, «волость Гогули в устье р. Гогулькурга», по другим, их поселения начинались от Буреинских гор, после впадения Зеи в Амур. На этот счёт Б.И. Панкратов полагал, что название «гогулы» (род гобол) было не племенным, а клановым самоназванием дауров.
Тщательное ознакомление В. И. Огородниковым с расспросными речами В. Пояркова выяснило, что в волости Гогули располагался даурский городок князей Омуты и Ломбо. Задавшись вопросом: «Были ли сами жители этого острожка даурами или, находясь под властью даурских князцов и под защитой построенного ими городка, они принадлежали к другому племени?», Огородников писал, что ответ на этот вопрос даёт тот же Поярков в известии, следующем за сообщением о Гогульской волости. В нём говорилось: «а против Гогул за Зиею — волость Шепки, а в той волости 100 человек, дауры же пашенные же». Таким образом, согласно Б. Д. Цыбенову, можно достаточно определенно говорить о принадлежности гогулей (или рода говол), проживавших в устье р. Гогулгурга, к даурской общности.

### Уход говолов в Маньчжурию
В 1651—1652 гг. часть дауров ушла в Маньчжурию. В 1653 г. правительство Цинской империи приказало даурам уничтожить все хлебные посевы, жилища и переселиться на р. Нонни. В 1653—1654 гг. Приамурье покинула большая часть дауров.
Вооружённые действия, как известно, велись на протяжении многих лет. Дауры приняли в них активное участие, в периоды прекращения военных действий и переговоров немалую роль сыграли и чиновники, выходцы из дауров. Известно, что в 1670 г. Мэн Эдэ, даур по национальности, по приказу цинского императора вручил русской стороне письмо о мирном переделе границы и провёл переговоры по пограничным вопросам.
Результатом яростных сражений с отрядами русских казаков-первопроходцев явилось выселение дауров цинским правительством на территорию Маньчжурии. Переселенцы стали обосновываться в долинах рек Нонни и Нэмэр. Начиная с 1649 г. дауры переселяются в долину р. Нонни (по-даурски — Наун). Предводитель рода говол Умуди и глава рода дэдул Чом поселились со своими людьми на р. Нэмэр (приток р. Нонни), где ими были возведены два селения — Манна и Дэдул. Умуди стал наследственным занги сомона.
Таким образом, большинство даурских родов поселилось в предгорьях Большого Хингана. Этот регион стал носить название Бутха (от даур. «батах» — охотиться), впоследствии эти роды стали именоваться «дауры Бутха». Причиной последующих перемещений даурского населения послужило обострение русско-китайских отношений и укрепление пограничных рубежей Цинской империи. По указу императора в 1732 г. из Бутха в местность Хулун-Буир для несения караульной службы наряду с солонами и баргутами были отправлены и дауры.
В 1742 г. большинство дауров-переселенцев вернулось в Бутха. На новом месте остались несколько человек с женами и детьми, в том числе Го Куйсу (Хуйс) из рода говол, подрод манна. Хайларские дауры в основном состоят их трёх больших родов: аула, говол и мэрдэн; позже к ним присоединился род онон. Они прибыли сюда для охраны пограничных караулов. Род говол известен своими военачальниками. Из этого рода происходили генерал Го Унтун, революционер Хас-Батор.
В начале XX в. в Хайларском округе дауры жили в деревнях Дэнтэкэ (кит. «синаньтунь»), Алакча («си-тунь»), Мангэ («синаньтунь»). Последняя деревня была известна и как Хонкор айл. Эти деревни были населены фамилиями: Дэнтэкэ — род аола, Мангэ — род говол, Алакча — мэрдэн. В деревне Мэкэртэ жили смешанно — аола, мэрдэн, говол и онон.
По сведениям Б. И. Панкратова, «в годы правления Цяньлун (1736—1796) дауры были посланы в числе других знаменных [организаций] в Восточный Туркестан (Синьцзян) на войну с джунгарами (1755—1757). После окончания войны этих дауров оставили в Или, где образовали из них военные поселения». Среди поселенцев в Синьцзяне были даурские роды онон, аола, говол, мэрдэн, жинкэр, уорэ, дэдул, судур.
Представителями рода говол основаны селения Лаолэчен, Манна в Китае. Селение Лаолэчен основано выходцами из рода говол, которые ранее проживали в селе Даварка. Расположено на левом берегу р. Лаолээ, в 30 км к северу от г. Нэхэ провинции Хэйлунцзян. Село Манна основано на берегу р. Нэмэр даурами рода говол в 6 км к северо-востоку от Мандаху-сянь.
Кроме Хэйлунцзяна говолы проживают в г. Хайлар, Морин-Дава-Даурском автономном хошуне (г. Нирги, с. Арал), Эвенкийском автономном хошуне (г. Баян-Тохой (Наньтун)) городского округа Хулун-Буир Внутренней Монголии, Или-Казахском АО СУАР (Ашилы-Даурская национальная волость округа Чугучак). Говолы также проживают на территории других даурских национальных волостей Внутренней Монголии и Хэйлунцзяна (см. Монголы в Китае).

## Родовой состав
В составе рода говол (гобол) выделяют три патрономические группы: гобол (гоболо), эргинчеэн (эргэншан, эргэнчиан), варкэ (уарк, варгэ). В составе рода говол известны подроды: манна (манначаан), тавунчен, уршиг айл Б. Д. Цыбенов также добавляет, что в родах мэрдэн, говол, онон, дээдул соответственно, известны следующие патронимические группы — нирги, манна, тиора, таавунчен, чулуу-хада, дубочен.
О патронимических группах известно, что группа говол проживала в селении Говол, представители эргинчен, вероятно, селились вдоль реки, поскольку этноним переводится как «живущие по берегу» или «береговые». Название группы варгэ (варка) встречалось у средневековых маньчжуров (род варка). По одним данным, этноним варгэ происходит от речки Варга — притока р. Зея, по другим, приток именовался Улаага, согласно третьим, варгэ называли людей, населявших оба берега Зеи.